# Myodocarpus crassifolius
Myodocarpus crassifolius är en araliaväxtart som beskrevs av Marcel Marie Maurice Dubard och René Viguier. Myodocarpus crassifolius ingår i släktet Myodocarpus och familjen Araliaceae. Inga underarter finns listade.